# 미도리코역
미도리코역(일본어: みどり湖駅, みどりこえき)은 일본 나가노현 시오지리시에 있는 동일본 여객철도 주오 본선의 역이다.
주오 본선을 운행하는 특급열차가 일부 정차를 한다.

## 타는 곳
| 상행선 | ■주오 본선 | 오카야・지노・고부치자와・고후・하치오지・신주쿠 방면 |
| 하행선 | ■주오 본선 | 시오지리・마쓰모토 방면                               |

## 인접역
| 동일본 여객철도 주오 본선 | 동일본 여객철도 주오 본선 | 동일본 여객철도 주오 본선 |
| ------------------------- | ------------------------- | ------------------------- |
| 오카야 다치카와 방면      | ■ 주오 본선 보통          | 시오지리 마쓰모토 방면    |